# Баянхутаг
Баянхутаг (монг.: Банхутаг) — сомон аймаку Хентій, Монголія. Площа 6,02 тис. км², населення 2,4 тис.. Центр сомону селище Баян лежить за 353 км від Улан-Батора, за 22 км від міста Ундерхаан.

## Рельєф
Територією течуть річки Херлен (Керулен),озера Тарган Цайдам, Давсан Бадрах, декілька солених озер. Найвища точка – гора Банхутаг (1580 м).

## Клімат
Клімат різко континентальний.

## Сільське господарство
Понад 110 тисяч голів худоби

## Соціальна сфера
Є школа, лікарня, культурний та торговельно-обслуговуючий центри.